# أولاد اسبيطة 1 (أولاد سبيطة)
أولاد اسبيطة 1 هي إحدى مشيخات المملكة المغربية، تتبع جغرافيا لإقليم سيدي بنور وإداريًا لأولاد سبيطة. يقدر عدد سكانها بـ 6408 نسمة حسب الإحصاء الرسمي للسكان والسكنى لسنة 2004.